# Плющенко Євген Вікторович
Євген́ Ві́кторович Плю́щенко (нар. 3 листопада 1982) — російський фігурист українського походження. Дворазовий олімпійський чемпіон (2006 рік — одиночне катання, 2014 рік — командні змагання), дворазовий срібний призер Олімпійських ігор — у 2002 та 2010 роках, одиночне катання. Заслужений майстер спорту Росії. Путініст, публічно підтримав напад росії на Україну.

## Життєпис
Народився 3 листопада 1982 у містечку Сонячному Хабаровського краю Росії, куди на заробітки з України приїхали його батьки. Батько — Віктор Васильович, муляр і столяр за професією, народився у Донецьку, Ростовську область, РРФСР і мати Тетяна Василівна переїхали будувати БАМ. Коли хлопцеві було 3 роки, родина переїхала до Волгограду. У віці 4-х років Євген почав займатись фігурним катанням, до якого хлопчика залучила мати, Тетяна Василівна. Через закриття волгоградської льодової арени Євгенові довелось у віці 11 років переїхати до Санкт-Петербургу (Росія), де він деякий час жив сам. Мати приїхала трохи пізніше. Батько Віктор Плющенко і сестра Олена залишались у Волгограді. Євген Плющенко почав тренуватись у відомого російського тренера Олексія Мішина, який, будучи цілковито впевненим у таланті хлопця, оплачував його перебурзьку крватиру. Євген тренувався у групі разом із майбутніми Олімпійськими чемпіонами Олексієм Ягудіним та Олексієм Урмановим. Ягудін пізніше перейшов тренуватись до Тетяни Тарасової і надовго став головним суперником Плющенка. Лише у 2004-му році його замінив французький фігурист Бріан Жубер.
Євген Плющенко став першим в історії фігуристом, що показав комбінацію четверний тулуп-потрійний тулуп-потрійний ріттбергер (Кубок Росії 2002 р.), першим серед чоловіків виконав суто жіноче обертання більман, виконав каскад потрійний аксель-ойлер-потрійний фліп (2001) тощо. За гнучкість, не притаманну чоловікам, Євгена прозвали «гутаперчевим хлопчиком».
У 1998 закінчив середню школу № 91 Петроградського району м. Санкт-Петербурга.
З 1994 — учень ДЮСШ з фігурного катання Санкт-Петербурга.
У 2000 — вступив до Санкт-Петербурзького державного університету фізичної культури імені П. Ф. Лесгафта. Закінчив її у 2005 р.
З 2004 — студент екстерн-факультету туризму й готельного господарства Санкт-Петербурзького державного інженерно-економічного університету.
Євген є офіцером російської армії. Старший лейтенант.
18 червня 2005 одружився з Марією Єрмак, що вивчає соціологію у Петербурзькому університеті.
У 2006 у подружжя народився син Єгор.
У 2009 одружився з продюсером Діми Білана — Яною Рудковською.
У березні 2007 Плющенко обрано депутатом Законодавчого Зібрання Санкт-Петербургу за списком партії «Справедлива Росія».
Член постійної комісії Законодавчого Зібрання із соціальних питань. Член фракції «Справедлива Росія: Вітчизна/Пенсіонери/Життя».

## Результати
Євген Плющенко провів 79 льодових поєдинків. На 9-ти з них не заробив нічого.
На інших виграв:
- 52 золотих медалі
- 14 срібних
- 4 бронзових

## Олімпійські ігри
Євген Плющенко чотири рази брав участь у Олімпійських іграх. Вперше — у 2002 році у Солт-Лейк-Сіті, де посів 2-ге місце, програвши одвічному суперникові Олексію Ягудіну. Вдруге — у 2006 році у Турині, де безсумнівно посів перше місце, залишивши головних суперників Стефана Ламб'єля (2-ге місце) і Бріана Жубера (3-тє місце) далеко позаду. На третій, Ванкуверській Олімпіаді, Плющенко здобув срібну медаль, поступившись Евану Лисачеку.
Четвертою була домашня Олімпіада у Сочі. Там він виступив у першому в програмі Олімпійських ігор командному турнірі фігуристів, де завоював золоту нагороду у складі збірної Росії. Також Євген Плющенко був заявлений на одиночний турнір, де Росія мала лише одного представника. Однак, під час розминки за кілька хвилин до виконання короткої програми знявся з турніру через різкий біль у спині.
Таким чином, Євген Плющенко — єдиний у світі дворазовий Олімпійський чемпіон в одиночному фігурному катанні серед чоловіків та двічі срібний призер Олімпійських ігор. Жодного разу з Олімпіади він не повертався без золотої чи срібної нагороди.

## Чемпіонати світу
- 1998 — 3-тє місце.
- 1999 — 2-е місце.
- 2000 — 4-є місце.
- 2001 — 1-е місце.
- 2002 — пропустив у зв'язку з травмою.
- 2003 — 1-е місце.
- 2004 — 1-е місце.
- 2005 — пропустив у зв'язку з травмою.

## Чемпіонати Європи
- 1998 — 2-е місце.
- 1999 — 2-е місце.
- 2000 — 1-е місце.
- 2001 — 1-е місце.
- 2002 — пропустив у зв'язку з травмою.
- 2003 — 1-е місце.
- 2004 — 2-е місце.
- 2005 — 1-е місце.
- 2006 — 1-е місце.
- 2010 — 1-е місце.
- 2012 — 1-е місце.

## Чемпіонати Росії
- 1996 — 6-е місце.
- 1997 — 4-е місце.
- 1998 — 3-є місце.
- 1999 — 1-е місце.
- 2000 — 1-е місце.
- 2001 — 1-е місце.
- 2002 — 1-е місце.
- 2003 — пропустив у зв'язку з травмою.
- 2004 — 1-е місце.
- 2005 — 1-е місце.
- 2006 — 1-е місце.
- 2010 — 1-е місце.
- 2012 — 1-е місце.
- 2013 — 1-е місце.
- 2014 — 2-е місце.

## Чемпіонат світу серед юніорів
- 1997 — 1-е місце.

## Громадянська позиція
Путініст. Публічно підтримав повномасштабне вторгнення Росії в Україну, закликавши до агресивної війни, виправдовуючи та визнаючи законною збройну агресію РФ проти України.
18 березня 2022 року відвідав російський концерт-мітинг «Zа мир без нацизма! Za Россию! Za Президента!» на честь восьмої річниці анексії Криму Росією та на підтримку війни в Україні.
19 жовтня 2022 року Україна ввела проти нього персональні санкції.
У 2024 році публічно підтримав путіна і заявив, що голосував за нього на виборах президента рф 2024 року.